# Netelia strigosa
Netelia strigosa är en stekelart som beskrevs av Konishi 1996. Netelia strigosa ingår i släktet Netelia och familjen brokparasitsteklar. Inga underarter finns listade i Catalogue of Life.